# Getaway (serie web)
Getaway es una serie web gay de Singapur conocida por ser la primera serie web Boys Love del país. La serie se lanzó en YouTube el 23 de mayo de 2022.
Creada y producida por Dear Straight People, Getaway presenta a un director gay junto a un elenco abiertamente queer de Singapur y Tailandia. 

## Trama
Después de que su salida del armario sale terriblemente mal, el singapurense Sam viaja en avión a Bangkok para buscar a su tío gay exiliado, donde se topa con Top, un carismático fiestero que busca el amor en los lugares equivocados.

## Elenco
- Sean Foo como Sam
- Paween Naliang como Top
- Steven David Lim como el padre de Sam [5]
- Nuttapon Cholvibool como Dr. Big
- Hirzi Zulkiflie como Hilmi
- Patsarun Songput como Jom
- Phillips Loh como Dave
- Otto Fong como Alex
- Zymone como ella misma

## Producción
Getaway fue creada por Sean Foo,  quien también escribió, produjo y protagonizó la serie. 
Todo el proceso de producción duró seis meses, pero el rodaje sólo duró dos días. Financiado por un grupo de patrocinadores corporativos con The Siam Hotel como patrocinador principal, los otros patrocinadores incluyeron 2eros, Ette Tea, FabulousMe, Four Seasons Hotels and Resorts Bangkok, Gayhealth.sg, Prolific Songs, Supawear y The Writers' Room. 

## Recepción
"Getaway" alcanzó una gran popularidad y su primer episodio acumuló más de 2 millones de visitas en YouTube hasta la fecha. Además, la serie fue nominada a Contenido del año en la edición 2023 de los premios a creadores de contenido Mediacorp de la emisora nacional de Singapur, The Pinwheels.
Tras la popular recepción de Getaway, el servicio de transmisión LGBT con sede en Taiwán, GagaOOLala, compró los derechos para transmitir la serie en su plataforma. El 28 de septiembre de 2023, Getaway se estrenó en GagaOOLala.